# Notre-Dame-de-Cenilly
Notre-Dame-de-Cenilly is een gemeente in het Franse departement Manche (regio Normandië). De gemeente telt 690 inwoners (1999) en maakt deel uit van het arrondissement Coutances.

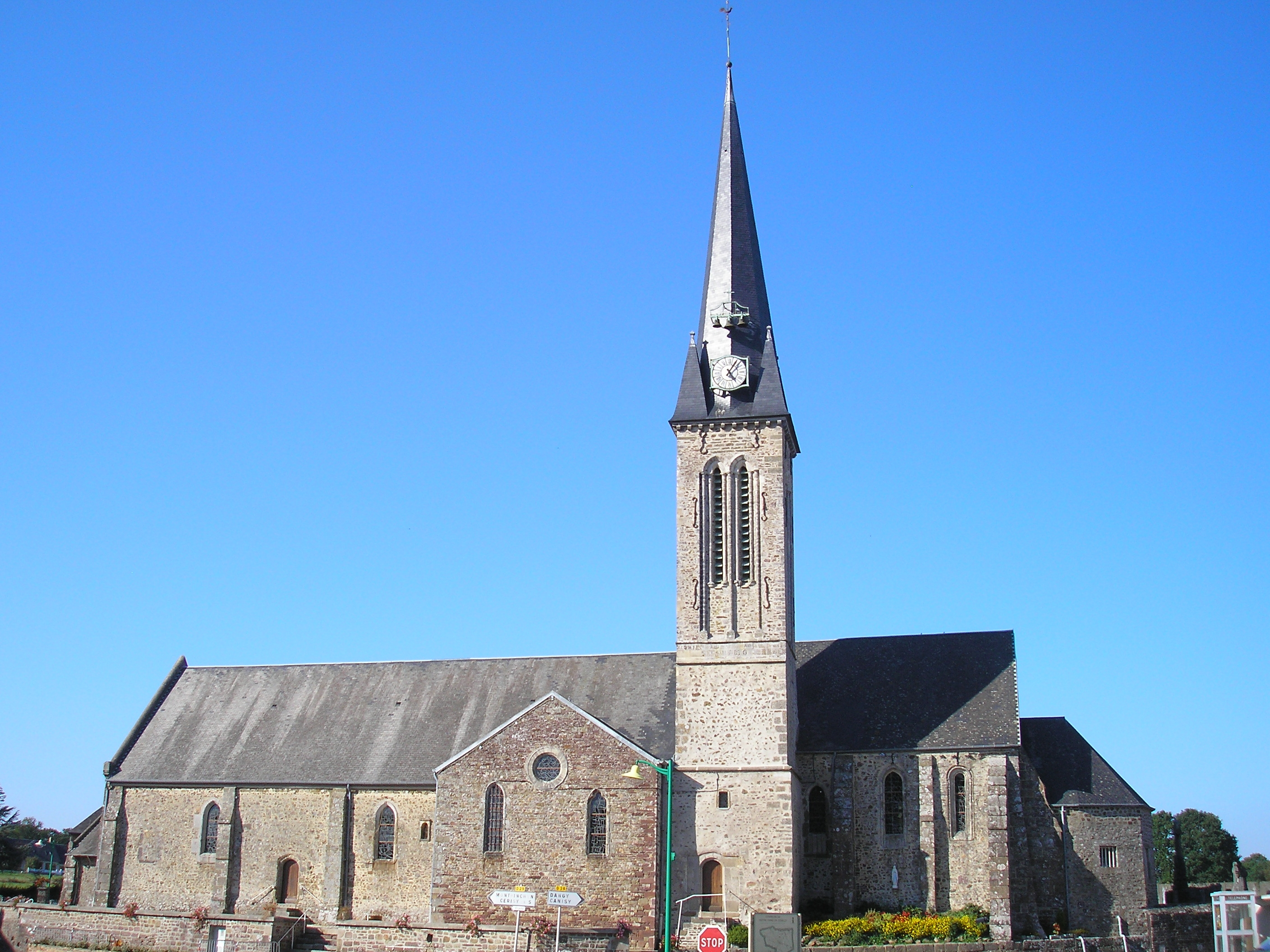
Église Notre-Dame-de-l'Assomption

## Geografie
De oppervlakte van Notre-Dame-de-Cenilly bedraagt 25,4 km², de bevolkingsdichtheid is 27,2 inwoners per km².
De onderstaande kaart toont de ligging van Notre-Dame-de-Cenilly met de belangrijkste infrastructuur en aangrenzende gemeenten.

## Bezienswaardigheden
- De Église Notre-Dame-de-l'Assomption

## Demografie
Onderstaande figuur toont het verloop van het inwonertal (bron: INSEE-tellingen).

1. ↑  Populations de référence 2022.